# Liste der Baudenkmale in Stemmen (Landkreis Rotenburg)
In der Liste der Baudenkmale in Stemmen sind alle Baudenkmale der niedersächsischen Gemeinde Stemmen aufgelistet. Die Quelle der Baudenkmale ist der Denkmalatlas Niedersachsen. Der Stand der Liste ist der 6. November 2020.

## Allgemein
In den Spalten befinden sich folgende Informationen:
- Lage: die Adresse des Baudenkmales und die geographischen Koordinaten. Kartenansicht, um Koordinaten zu setzen. In der Kartenansicht sind Baudenkmale ohne Koordinaten mit einem roten Marker dargestellt und können in der Karte gesetzt werden. Baudenkmale ohne Bild sind mit einem blauen Marker gekennzeichnet, Baudenkmale mit Bild mit einem grünen Marker.
- Bezeichnung: Bezeichnung des Baudenkmales
- Beschreibung: die Beschreibung des Baudenkmales. Unter § 3 Abs. 2 NDSchG werden Einzeldenkmale und unter § 3 Abs. 3 NDSchG Gruppen baulicher Anlagen und deren Bestandteile ausgewiesen.
- ID: die Objekt-ID des Baudenkmales
- Bild: ein Bild des Baudenkmales, ggf. zusätzlich mit einem Link zu weiteren Fotos des Baudenkmals im Medienarchiv Wikimedia Commons. Wenn man auf das Kamerasymbol klickt, können Fotos zu Baudenkmalen aus dieser Liste hochgeladen werden:

## Stemmen

### Einzelbaudenkmale
| Lage                                                 | Bezeichnung              | Beschreibung | ID       | Bild |
| ---------------------------------------------------- | ------------------------ | --- | -------- | ---- |
| Feldmark, nördl. Stemmen 53° 14′ 6″ N, 9° 33′ 54″ O  | Stall                    | Der sog. „Harms Koben“ ist ein Außenschafstall, der im 18. Jahrhundert unter einem Halbwalmdach errichtet wurde.           | 31031584 |      |
| Feldmark, nördl. Stemmen 53° 14′ 23″ N, 9° 33′ 30″ O | Stall                    | Als „Diers Schafstall“ wurde der Außenschafstall unter einem Halbwalmdach im 18. Jahrhundert errichtet.                    | 31031602 |      |
| Feldmark, nördl. Stemmen 53° 14′ 7″ N, 9° 33′ 44″ O  | Stall                    | Der Außenschafstall wurde unter einem reetgedeckten Halbwalmdach im 18. Jahrhundert errichtet.                             | 31031620 | BW   |
| B 75, km 19,196 53° 13′ 39″ N, 9° 34′ 50″ O          | Brücke                   | Die Stahlbetonbrücke über den Westlauf der Wümme wurde 1930 errichtet. Das Baugeländer ist noch bauzeitlich.               | 31031512 |      |
| Große Straße 21 53° 13′ 24″ N, 9° 33′ 13″ O          | Wohn-/Wirtschaftsgebäude | Zweiständer-Hallenhaus von 1813 in Fachwerk mit Satteldach; Wohnteil in der zweiten Hälfte des 19. Jahrhunderts verlängert | 31031559 |      |
| Große Straße 14 53° 13′ 20″ N, 9° 33′ 13″ O          | Wohn-/Wirtschaftsgebäude | Zweiständer-Hallenhaus von 1888 in Fachwerk mit Satteldach                                                                 | 31031534 | BW   |